# Tersilochus thyridialis
Tersilochus thyridialis är en stekelart som beskrevs av Horstmann 1971. Tersilochus thyridialis ingår i släktet Tersilochus och familjen brokparasitsteklar. Inga underarter finns listade i Catalogue of Life.